# Pseudochthonius naranjitensis
Espèce
Synonymes
- Chthonius naranjitensis Ellingsen, 1902

Pseudochthonius naranjitensis est une espèce de pseudoscorpions de la famille des Chthoniidae.

## Distribution
Cette espèce est endémique d'Équateur.

## Description
La femelle holotype mesure 1,5 mm.

## Étymologie
Son nom d'espèce, composé de naranjit[o] et du suffixe latin -ensis, « qui vit dans, qui habite », lui a été donné en référence au lieu de sa découverte, Naranjito.

## Publication originale
- Ellingsen, 1902 : Sur la faune de pseudoscorpions de l'Équateur. Mémoires de la Société Zoologique de France, vol. 15, p. 146-168 (texte intégral).